# Chapelle Saint-Fridolin
La chapelle Saint-Fridolin  était une ancienne chapelle située sur le territoire de la commune de Haselbourg, en France.

## Généralités
La chapelle est située dans la vallée du Schacheneck, près du hameau de Sparsbrod à la limite des départements de la Moselle et du Bas-Rhin. Elle est sise sur le territoire de la commune d'Haselbourg, dans le département de la Moselle, en région Grand Est, en France. En ruines, l'intérêt de la chapelle repose sur son baptistère médiéval.

## Historique
Au VIe siècle, le missionnaire irlandais saint-Fridolin fait élever un petit monastère et une petite chapelle qu'il place sous le vocable de saint Hilaire. En 1633, la chapelle et le village attenant sont ruinés par la guerre de Trente Ans.
Les ruines de la chapelle sont classés au titre des monuments historiques arrêté du 6 décembre 1898.

## Description
L'ancienne chapelle aurait été à vaisseau unique et chœur rectangulaire.
Il ne reste rien de la chapelle à part son baptistère en grès rose monolithique du Xe siècle ou XIe siècle. Ornée d'arcatures romanes, ses dimensions sont de 1,30 de diamètre pour une hauteur de 75 centimètres, pour un poids d'une tonne et demie. Ce baptistère serait le plus vieux vestige du christianisme dans la région et est aujourd'hui protégé des intempéries par un toit.